# Mortierella histoplasmatoides
Mortierella histoplasmatoides är en svampart som beskrevs av W. Gams 1991. Mortierella histoplasmatoides ingår i släktet Mortierella och familjen Mortierellaceae.   Inga underarter finns listade i Catalogue of Life.